# Centro mundial de ciclismo

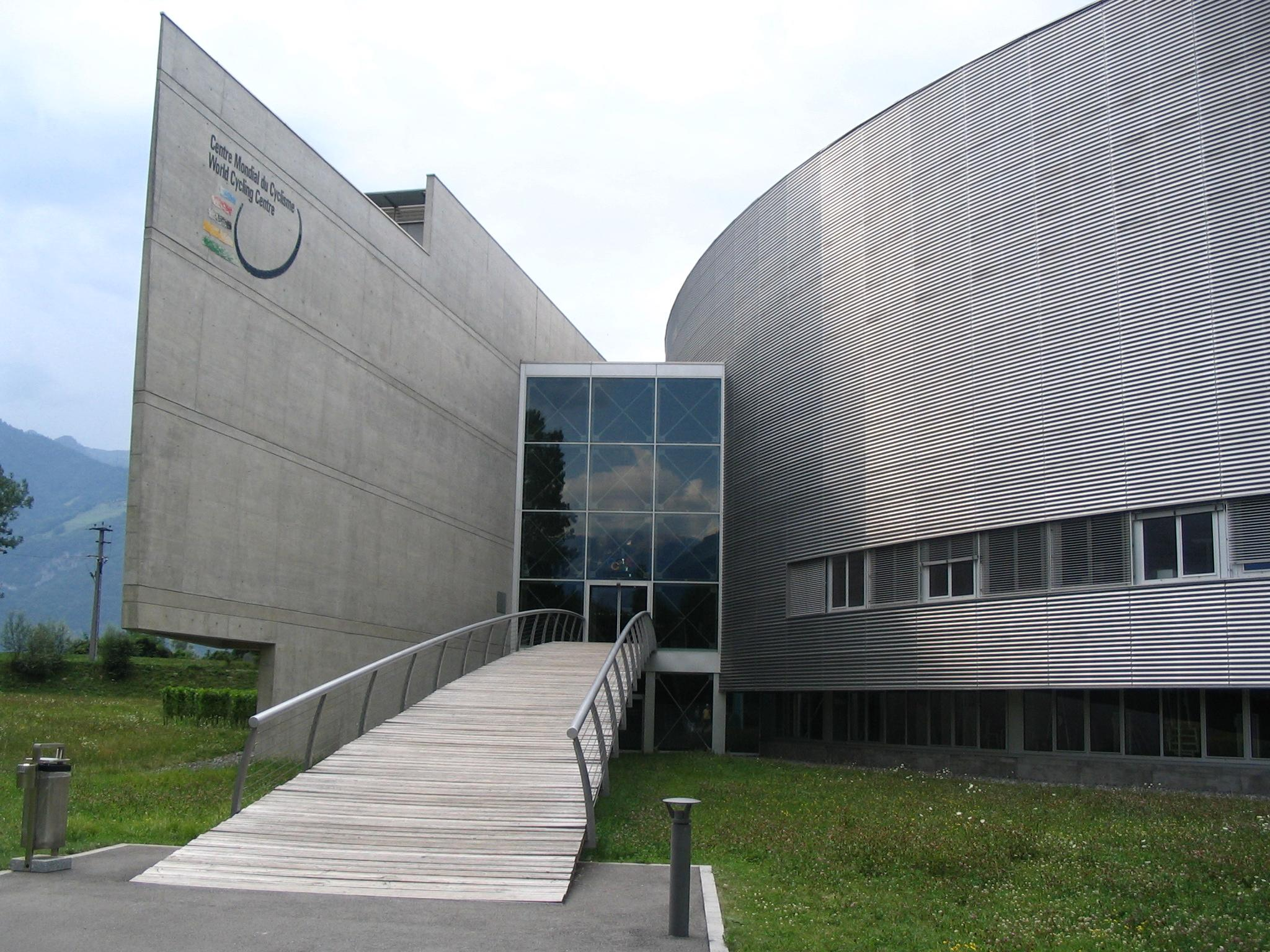
Entrada do Centro Mundial de ciclismo a Aigle na Suíça

O Centro mundial de ciclismo (CMC), localizado na periferia de Aigle na Suíça, acolhe os estagiários e os desportistas profissionais e acolhe os despachos da União Ciclista Internacional. Foi inaugurado em 2002.

## Infra-estruturas
O Centro mundial de ciclismo compreende :
- uma pista em madeira de 200 m com 680 lugares sentados Pista de 200 m em pinho da Sibéria

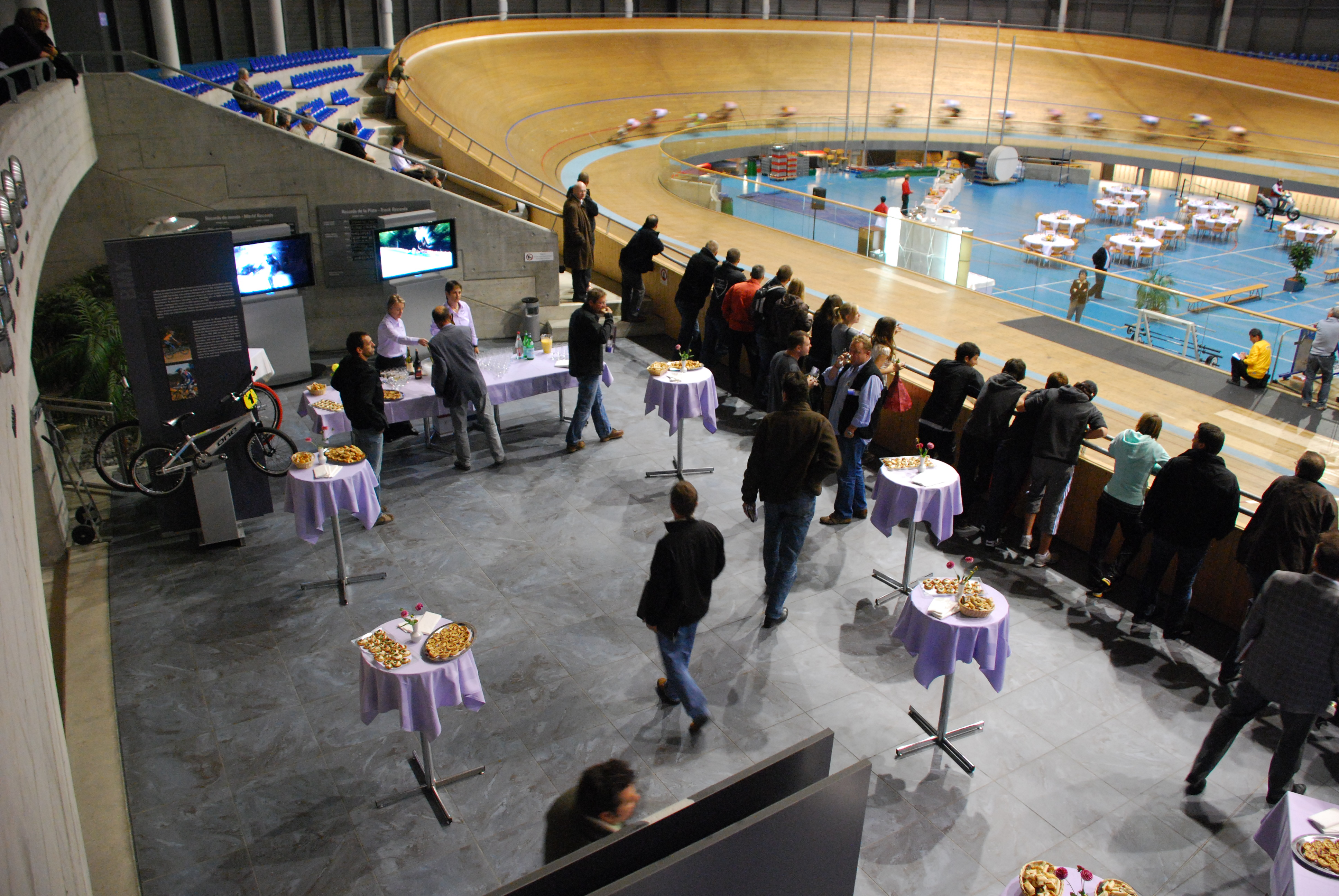
Pista de 200 m em pinho da Sibéria

- uma pista de atletismo sintético de 250 m
- uma pista de BMX Supercross - rampas de saída de 8 m e 5 m de altura
- uma pump-track Vista desde a cimeira da rampa BMX do Centro Mundial de ciclismo

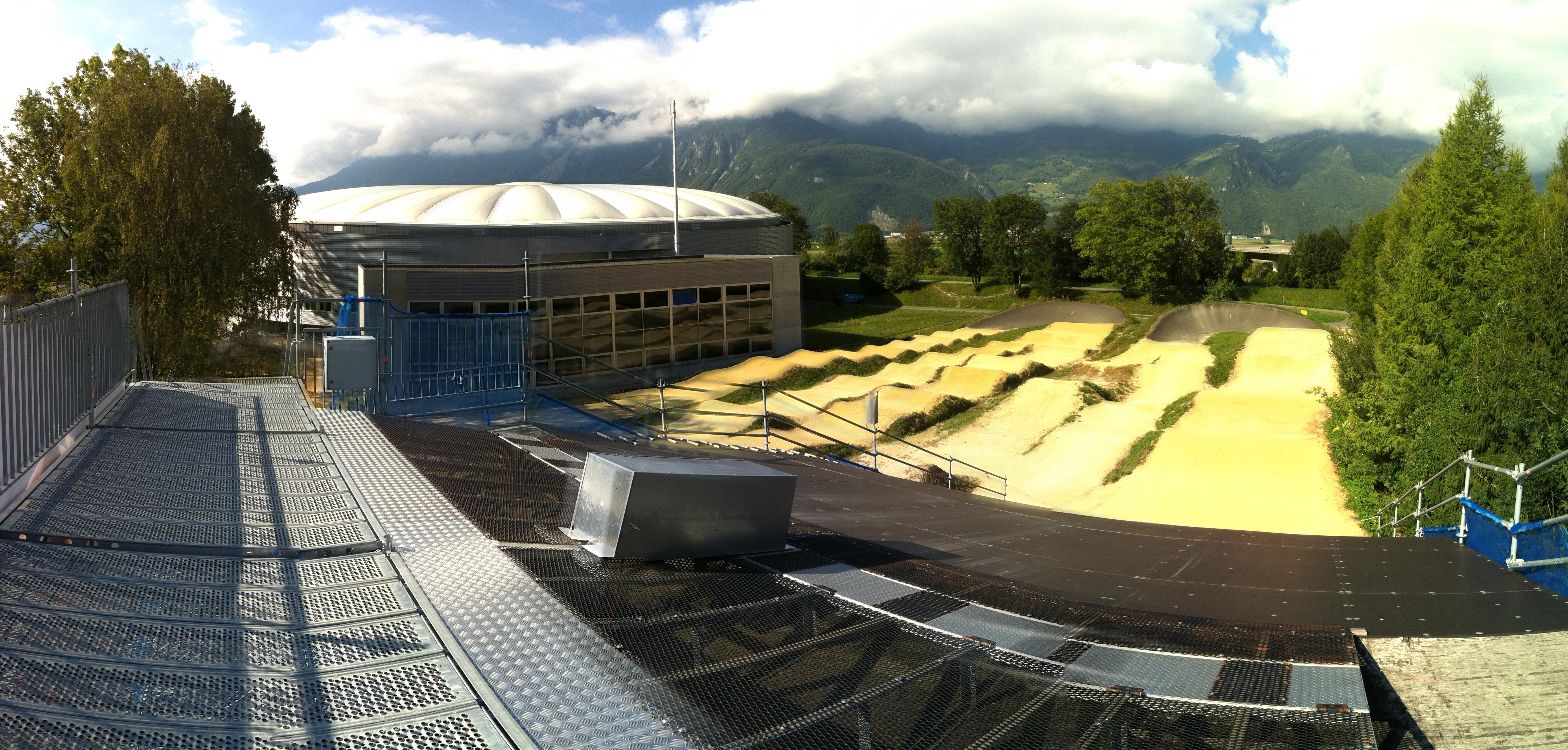
Vista desde a cimeira da rampa BMX do Centro Mundial de ciclismo

- uma mini-pista de BMX destinado aos jovens
- uma pista finlandesa de 500 m
- um espaço multidesportivo polivalentes de 1800 m2
- uma sala de ginastica artística de 700 m2
- uma sala de musculação de 200 m2
- com atividades desportivas e exposições permanentes
- das salas de conferência que pode acolher até 100 pessoas
- um restaurante de 100 lugares com terraço à beira do Ródano

O Centro mundial de ciclismo está reservado em prioridade à elite desportiva. É igualmente um lugar de descoberta acessível a todos os que desejam conhecer os ddesportos que são praticados. No local é possível praticar iniciações ao ciclismo em pista e ao BMX. Para os mais assíduos, a temporada invernal é a ocasião de vir com o seu próprio material para efectuar treinamentos durante as aberturas públicas da pista.

## Centro de formação e de treinos
O complexo de treinos e formação obteve o posto de Centro de treinamento olímpico certificado pelo Comité Olímpico Internacional.
A cada ano, os jovens corredores do mundo inteiro entram no Centro com o fim de atingir os seus objectivos : os campeonatos mundiais UCI, a copa do mundo e os Jogos Olímpicos para seleccionados, os campeonatos nacionais e continentais para outros. Recebem os conselhos dos treinadores profissionais do Centro e utilizam os equipamentos. Nos dez anos de existência, o CMC tem acolhido para perto de 600 estagiários, onde alguns regressam várias vezes. O seu palmarés compreende : dois títulos olímpicos, uma medalha de prata olímpico, três medalhas de bronze olímpico, 32 títulos de campeão do mundo, 18 medalhas de prata nos campeonatos mundiais, nove medalhas de bronze nos campeonatos mundiais.
O Centro possui um programa de aprendizagem. Desde a sua abertura, para perto de 300 treinadores, directores desportivos e treinadores pessoais dos corredores tem passado pelo Centro. Este programa de formação inclui uma formação de terreno para os comissários, os reguladores, os anunciantes de rádio, as motos de informações, e os condutores de veículos, etc.

## Principais vitórias

### Campeonatos nacionais
- Campeonato do Brasil em estrada : 2
  - Ciclismo em estrada esperanças : 2016 (Caio Godoy)
  - Contrarrelógio Esperanças : 2016 (Caio Godoy)

## Centro mundial de ciclismo de 2019
| Ciclista             | Data de nascimento | Nacionalidade     | Equipa de 2020             |
| -------------------- | ------------------ | ----------------- | -------------------------- |
| Teniel Campbell      | 23/09/1997         | Trinidad e Tobago |                            |
| Đourođe Đurić        | 21/06/2000         | Sérvia            |                            |
| Água Marina Espínola | 31/03/1996         | Portugal          |                            |
| Eyeru Gebru          | 10/12/1996         | Etiópia           |                            |
| Biniam Hailu         | 02/04/2000         | Eritreia          |                            |
| Petr Kelemen         | 18/11/2000         | Chéquia           | ASC Dukla Praha Junior     |
| Desiet Kidane        | 10/10/2000         | Eritreia          |                            |
| Anastasiya Kolesava  | 02/06/2000         | Bielorrússia      |                            |
| Dzianis Mazur        | 19/04/2000         | Bielorrússia      |                            |
| Abel Meszaros        | 05/09/2000         | Hungria           |                            |
| Otto Mielikainen     | 22/10/2000         | Finlândia         | Porvoon Akilles            |
| Musa Mikayilzade     | 16/06/1998         | Azerbaijão        | Synergy Baku Project       |
| Henok Mulubrhan      | 11/11/1999         | Eritreia          | Centro mundial de ciclismo |
| Yurgen Ramírez       | 23/01/1998         | Venezuela         | Venezuela País de Futuro   |
| Marlen Reusser       | 20/09/1991         | Suíça             |                            |
| Imad Sekkak          | 04/05/2000         | Marrocos          | Giorgi                     |
| Alice Sharpe         | 03/05/1994         | Irlanda           |                            |
| Sergey Shatovkin     | 03/02/1997         | Cazaquistão       | Centro mundial de ciclismo |
| Karim Shiraliyev     | 03/06/1999         | Azerbaijão        | Synergy Baku Project       |
| Fernanda Yapura      | 06/05/1998         | Argentina         |                            |

## Antigas promoções
| Ciclista                   | Date de nascimento | Nacionalidade | Equipa de 2008                   |
| -------------------------- | ------------------ | ------------- | -------------------------------- |
| Shane Archbold             | 1989               | Nova Zelândia | Centro mundial de ciclismo       |
| Clinton Avery              | 1987               | Nova Zelândia | PWS Eijssen                      |
| Ahmed Belgasem             | 1987               | Líbia         |                                  |
| Abdelkader Belmokhtar      | 1987               | Argélia       | Alas Peña                        |
| Hichem Chaabane            | 1988               | Argélia       | MTN Qhubeka                      |
| Rafaâ Chtioui              | 1986               | Tunísia       | Doha                             |
| Sergiu Cioban              | 1988               | Moldávia      | Centro mundial de ciclismo       |
| Mario Contreras            | 1987               | El Salvador   | Centro mundial de ciclismo       |
| Dong Xiaoyong              | 1988               | China         | Qinghai Tianyoude                |
| Sean Downey                | 1990               | Irlanda       | Centro mundial de ciclismo       |
| Matthew Haydock            | 1986               | Nova Zelândia |                                  |
| Jacques Janse van Rensburg | 1987               | África do Sul | Trek-Marco Polo                  |
| Andrei Krasilnikau         | 1989               | Bielorrússia  | Centro mundial de ciclismo       |
| Liu Biao                   | 1988               | China         | Qinghai Tianyoude                |
| Krisztián Lovassy          | 1988               | Hungria       | Betonexpressz 2000-Limonta       |
| Hai Jun Ma                 | 1985               | China         | Qinghai Tianyoude                |
| Victor Mironov             | 1989               | Moldávia      |                                  |
| Jonathan Monsalve          | 1989               | Venezuela     | Hussein Deporte Gobierno Barinas |
| Ralph Monsalve             | 1987               | Venezuela     |                                  |
| Khangarid Naran            | 1989               | Mongólia      |                                  |
| Dalivier Ospina            | 1985               | Colômbia      | Centro mundial de ciclismo       |
| Evgeni Panayotov           | 1989               | Bulgária      | Cycling Club Bourgas             |
| Jarlinson Pantano          | 1988               | Colômbia      | Colombia es Pasión Coldeportes   |
| Juraj Sagan                | 1988               | Eslováquia    | Dukla Trenčín Merida             |
| Hussein Wesam              | 1988               | Iraque        |                                  |

| Ciclista             | Date de nascimento | Nacionalidade | Equipa de 2010                      |
| -------------------- | ------------------ | ------------- | ----------------------------------- |
| Shane Archbold       | 1989               | Nova Zelândia | Powernet                            |
| Hasan Aslan          | 1990               | Turquia       |                                     |
| Jason Christie       | 1990               | Nova Zelândia | Endura Racing                       |
| Sergiu Cioban        | 1988               | Moldávia      |                                     |
| Mario Contreras      | 1987               | El Salvador   |                                     |
| Sean Downey          | 1990               | Irlanda       | VC La Pomme Marseille               |
| Gábor Fejes          | 1989               | Hungria       | Betonexpressz 2000-Universal Caffé  |
| Merhawi Gebrehiwet   | 1987               | Eritreia      |                                     |
| Vojtěch Temčecký     | 1987               | Chéquia       | Atlas Personal                      |
| Jang Chan-jae        | 1989               | Coreia do Sul | Centro mundial de ciclismo          |
| Gabor Kasa           | 1989               | Sérvia        | Centro mundial de ciclismo          |
| Andrei Krasilnikau   | 1989               | Bielorrússia  | Felt-Holowesko                      |
| Temur Mukamedov      | 1988               | Uzbequistão   |                                     |
| Eldar Mukmenov       | 1987               | Uzbequistão   |                                     |
| Mahdi Olamaei        | 1987               | Irão          |                                     |
| Dalivier Ospina      | 1985               | Colômbia      | Café de Colombia-Colombia es Pasión |
| Sjarhej Plisko       | 1990               | Bielorrússia  |                                     |
| Daniel Teklehaimanot | 1988               | Eritreia      | Centro mundial de ciclismo          |
| Abdesslam Dahmane    | 1992               | Argélia       | Centro mundial de ciclismo          |
| Jacobus Venter       | 1987               | África do Sul | MTN Energade                        |

| Ciclista             | Date de nascimento | Nacionalidade  | Equipa de 2011             |
| -------------------- | ------------------ | -------------- | -------------------------- |
| Marek Čanecký        | 1988               | Eslováquia     | Manisaspor                 |
| Obert Chembe         | 1989               | Zâmbia         |                            |
| Ki Ho Choi           | 1991               | Hong Kong      |                            |
| Alfredo Cruz         | 1990               | México         | Chipotle Development       |
| Jang Chan-jae        | 1989               | Coreia do Sul  | Terengganu                 |
| Gabor Kasa           | 1989               | Sérvia         | Manisaspor                 |
| Ran Margaliot        | 1988               | Israel         | Israel Go Pro              |
| Rasmané Ouédraogo    | 1988               | Burquina Fasso | Centro mundial de ciclismo |
| Jauhen Patenka       | 1991               | Bielorrússia   | Centro mundial de ciclismo |
| Ariya Phounsavath    | 1991               | Laos           | Centro mundial de ciclismo |
| Soulivong Piempanya  | 1989               | Laos           |                            |
| Fabricio Quirós      | 1990               | Costa Rica     |                            |
| Jovan Rajković       | 1990               | Sérvia         |                            |
| Youcef Reguigui      | 1990               | Argélia        | Centro mundial de ciclismo |
| Daniel Teklehaimanot | 1988               | Eritreia       | Centro mundial de ciclismo |
| Andrés Villareal     | 1991               | Equador        |                            |

| Ciclista             | Date de nascimento | Nacionalidade          | Equipa de 2012                  |
| -------------------- | ------------------ | ---------------------- | ------------------------------- |
| Khaleel Abduljanan   | 1983               | Catar                  |                                 |
| Khalid Al Bourdainy  | 1991               | Catar                  |                                 |
| Ahmed Al Mansoori    | 1990               | Emirados Árabes Unidos |                                 |
| Mohammed Alblooshi   | 1988               | Emirados Árabes Unidos |                                 |
| Altanzul Altansukh   | 1991               | Mongólia               |                                 |
| Badr Mohamed Bani    | 1984               | Emirados Árabes Unidos |                                 |
| Marko Barbir         | 1992               | Croácia                | Meridiana Kamen                 |
| Natnael Berhane      | 1991               | Eritreia               | Centro mundial de ciclismo      |
| Cho Ho-sung          | 1974               | Coreia do Sul          | Centro mundial de ciclismo      |
| Roman Dronin         | 1992               | Uzbequistão            | Centro mundial de ciclismo      |
| Ahmed Elbourdainy    | 1990               | Catar                  |                                 |
| Tsgabu Grmay         | 1991               | Etiópia                | Centro mundial de ciclismo      |
| Nicodem Habiyambere  | 1987               | Ruanda                 |                                 |
| Gasore Hategeka      | 1991               | Ruanda                 |                                 |
| Jang Kyung-jazido    | 1990               | Coreia do Sul          | ARBÖ Gebrüder Weiss-Oberndorfer |
| Jiang Kun            | 1989               | China                  | Champion System                 |
| Yousif Mirza         | 1988               | Emirados Árabes Unidos |                                 |
| Arvin Moazemi        | 1990               | Irão                   | Azad University Cross Team      |
| Khangarid Naran      | 1989               | Mongólia               |                                 |
| Houssam Nasri        | 1992               | Tunísia                | Centro mundial de ciclismo      |
| Abdoul Aziz Nikiéma  | 1988               | Burquina Fasso         |                                 |
| Rasmané Ouédraogo    | 1988               | Burquina Fasso         | Tan Aliz                        |
| Jauhen Patenka       | 1991               | Bielorrússia           |                                 |
| Ariya Phounsavath    | 1991               | Laos                   |                                 |
| Youcef Reguigui      | 1990               | Argélia                | Centro mundial de ciclismo      |
| Said Moosa           | 1988               | Catar                  |                                 |
| Daniel Teklehaimanot | 1988               | Eritreia               | Orica-GreenEDGE                 |
| Petr Vakoč           | 1992               | Chéquia                | CC Étupes                       |
| Zhang Ruisong        | 1989               | China                  | MAX Success Sports              |
| Zhao Yiming          | 1992               | China                  | Holy Brother                    |

| Ciclista               | Date de nascimento | Nacionalidade   | Equipa de 2013               |
| ---------------------- | ------------------ | --------------- | ---------------------------- |
| Tesfay Abraha          | 1990               | Eritreia        | MTN Qhubeka-WCC Africa Team  |
| Mohamed Reda Benoua    | 1992               | Argélia         |                              |
| Natnael Berhane        | 1991               | Eritreia        | Europcar                     |
| Piter Campero          | 1991               | Bolívia         | Centro mundial de ciclismo   |
| Ulisses Castillo       | 1992               | México          | Centro mundial de ciclismo   |
| Cho Ho-sung            | 1974               | Coreia do Sul   | Seoul                        |
| Issiaka Cissé          | 1991               | Costa do Marfim | Centro mundial de ciclismo   |
| Till Drobisch          | 1993               | Namíbia         | Centro mundial de ciclismo   |
| Roman Dronin           | 1992               | Uzbequistão     | Team Velo Reality            |
| Tsgabu Grmay           | 1991               | Etiópia         | MTN Qhubeka                  |
| Fayçal Hamza           | 1992               | Argélia         | Centro mundial de ciclismo   |
| Siim Jalakas           | 1992               | Estónia         |                              |
| Mohamed Amina Mahmoudi | 1993               | Tunísia         |                              |
| Houssam Nasri          | 1992               | Tunísia         |                              |
| Youcef Reguigui        | 1990               | Argélia         | MTN Qhubeka                  |
| Josip Rumac            | 1994               | Croácia         |                              |
| Maxim Rusnac           | 1992               | Moldávia        |                              |
| Eduardo Sepúlveda      | 1991               | Argentina       | Bretagne-Séché Environnement |
| Sarawut Sirironnachai  | 1992               | Tailândia       | Centro mundial de ciclismo   |
| Gaël Suter             | 1992               | Suíça           | Hörmann                      |
| Jani Tewelde           | 1990               | Eritreia        | MTN Qhubeka                  |

| Ciclista                | Date de nascimento | Nacionalidade   | Equipa de 2014             |
| ----------------------- | ------------------ | --------------- | -------------------------- |
| Ahmed Aalaa             | 1992               | Egito           |                            |
| Sherif Abd Foi          | 1987               | Egito           | Racing Ciclos-Kastro       |
| Adil Barbari            | 1993               | Argélia         | Vélo Club SOVAC            |
| Piter Campero           | 1991               | Bolívia         |                            |
| Ulisses Castillo        | 1992               | México          |                            |
| Issiaka Cissé           | 1991               | Costa do Marfim |                            |
| Arha Debesay            | 1993               | Eritreia        |                            |
| Till Drobisch           | 1993               | Namíbia         | Centro mundial de ciclismo |
| Fayçal Hamza            | 1992               | Argélia         | Vélo Club SOVAC            |
| Tomohiro Kinoshita      | 1991               | Japão           |                            |
| Merhawi Kudus           | 1994               | Eritreia        | MTN Qhubeka                |
| Soflan Nabil Omar Bakri | 1993               | Malásia         |                            |
| Mikko Paajanen          | 1992               | Finlândia       |                            |
| Tedros Redae            | 1991               | Etiópia         |                            |
| Sarawut Sirironnachai   | 1992               | Tailândia       |                            |
| Andrei Vrabii           | 1992               | Moldávia        |                            |

| Ciclista                  | Date de nascimento      | Nacionalidade | Equipa de 2015             |
| ------------------------- | ----------------------- | ------------- | -------------------------- |
| Anass Aït El Abdia        | 21 de março de 1993     | Marrocos      | Centro mundial de ciclismo |
| Muhammad I'maadi Abd Aziz | 21 de novembro de 1992  |               |                            |
| Till Drobisch             | 2 de março de 1993      | Namíbia       | UC Nantes Atlantique       |
| João Marcelo Gaspar       | 19 de fevereiro de 1992 | Brasil        | Equador                    |
| Caio Godoy                | 24 de abril de 1995     | Brasil        | Centro mundial de ciclismo |
| Hamdan Hamidun            | 7 de agosto de 1993     | Malásia       |                            |
| Christofer Júri           | 27 de outubro de 1995   | Panamá        | Centro mundial de ciclismo |
| Ali Khademi               | 1 de janeiro de 1992    | Irão          | Tabriz Petrochemical       |
| Royner Navarro            | 1 de agosto de 1992     | Peru          | AC Bisontine               |
| Valens Ndayisenga         | 1 de janeiro de 1994    | Ruanda        | Centro mundial de ciclismo |
| Cristian Pita             | 6 de fevereiro de 1995  |               |                            |
| Raul Costa Seibeb         | 7 de fevereiro de 1992  | Namíbia       |                            |
| Duque Tam Trinh           | 4 de dezembro de 1992   | Vietname      |                            |

| Ciclista                    | Date de nascimento      | Nacionalidade        | Equipa de 2016 |
| --------------------------- | ----------------------- | -------------------- | -------------- |
| Anass Aït El Abdia          | 21 de março de 1993     | Marrocos             |                |
| Antonio Barać               | 19 de janeiro de 1997   | Bósnia e Herzegovina |                |
| César Gárate                | 16 de fevereiro de 1996 | Peru                 |                |
| Caio Godoy                  | 24 de abril de 1995     | Brasil               |                |
| André Gohr                  | 15 de agosto de 1996    | Brasil               |                |
| Christofer Júri             | 27 de outubro de 1995   | Panamá               |                |
| Salaheddine Mraouni         | 28 de dezembro de 1992  | Marrocos             |                |
| Valens Ndayisenga           | 1 de janeiro de 1994    | Ruanda               |                |
| Andrej Petrovski            | 18 de abril de 1996     | Macedônia do Norte   |                |
| José Luis Rodríguez Aguilar | 1 de junho de 1994      | Chile                |                |
| Óscar Serech                | 10 de julho de 1996     | Guatemala            |                |

Efectivo
| Ciclista                    | Date de nascimento      | Nacionalidade        | Equipa de 2017 |
| --------------------------- | ----------------------- | -------------------- | -------------- |
| Anass Aït El Abdia          | 21 de março de 1993     | Marrocos             |                |
| Antonio Barać               | 19 de janeiro de 1997   | Bósnia e Herzegovina |                |
| César Gárate                | 16 de fevereiro de 1996 | Peru                 |                |
| Caio Godoy                  | 24 de abril de 1995     | Brasil               |                |
| André Gohr                  | 15 de agosto de 1996    | Brasil               |                |
| Christofer Júri             | 27 de outubro de 1995   | Panamá               |                |
| Salaheddine Mraouni         | 28 de dezembro de 1992  | Marrocos             |                |
| Valens Ndayisenga           | 1 de janeiro de 1994    | Ruanda               |                |
| Andrej Petrovski            | 18 de abril de 1996     | Macedônia do Norte   |                |
| José Luis Rodríguez Aguilar | 1 de junho de 1994      | Chile                |                |
| Óscar Serech                | 10 de julho de 1996     | Guatemala            |                |

Vitórias
| Data       | Corrida                                           | País   | Classe | Vencedor   |
| ---------- | ------------------------------------------------- | ------ | ------ | ---------- |
| 24/06/2016 | Campeonato do Brasil da contrarrelógio esperanças | Brasil | CN     | Caio Godoy |
| 26/06/2016 | Campeonato do Brasil em estrada esperanças        | Brasil | CN     | Caio Godoy |

| Ciclista              | Date de nascimento | Nacionalidade | Equipa de 2018             |
| --------------------- | ------------------ | ------------- | -------------------------- |
| Selam Amha            | 21/12/1996         | Etiópia       |                            |
| Maekele Andebrehan    | 01/01/1996         | Eritreia      | Humard-Vélo Passion        |
| Onur Balkan           | 10/03/1996         | Turquia       | Torku Şekerspor            |
| Antonio Barać         | 19/01/1997         | Croácia       | Centro mundial de ciclismo |
| Tegshbayar Batsaikhan | 01/06/1998         | Mongólia      | Centro mundial de ciclismo |
| Nicolle Borges        | 09/08/1998         | Brasil        |                            |
| Tomás Contte          | 01/08/1998         | Argentina     | SAT                        |
| Fabio Dalamaria       | 25/01/1997         | Brasil        | Smelj-Curitiba             |
| Agua Marina Espínola  | 31/03/1996         | Portugal      | Centro mundial de ciclismo |
| Eyeru Gebru           | 10/12/1996         | Etiópia       | Centro mundial de ciclismo |
| Awet Habtom           | 01/01/1998         | Eritreia      | Polartec-Kometa            |
| Daniel Jara           | 28/06/1997         | Costa Rica    | Colono                     |
| Peter Lee Jefferies   | 06/02/1983         | África do Sul |                            |
| Nur Aiman Mohd Zariff | 01/10/1997         | Malásia       | Terenganu                  |
| Jakub Otruba          | 30/01/1998         | Chéquia       | Elkov-Author               |
| Batuhan Özgür         | 01/02/1998         | Turquia       | Torku Şekerspor            |
| Paula Patiño          | 29/03/1997         | Colômbia      | Centro mundial de ciclismo |
| Barnabás Peák         | 29/11/1998         | Hungria       | Centro mundial de ciclismo |
| Brenda Santoyo        | 17/08/1996         | México        | Swapit Agolico             |
| Zemenfes Solomon      | 17/03/1997         | Eritreia      | Interpro Stradalli         |
| Siarhei Shauchenka    | 1/04/1998          | Bielorrússia  | Team Cicliste Azuréen      |
| Fernanda Yapura       | 06/05/1998         | Argentina     | Centro mundial de ciclismo |

| Ciclista               | Date de nascimento | Nacionalidade        | Equipa de 2019             |
| ---------------------- | ------------------ | -------------------- | -------------------------- |
| Franklin Archibold     | 24/08/1997         | Panamá               | Eiser-Hirumet              |
| Antonio Barać          | 19/01/1997         | Bósnia e Herzegovina | Meridiana Kamen            |
| Adrián Bustamante      | 10/06/1998         | Colômbia             | Coldeportes-Zenú           |
| Igor Chzhan            | 02/10/1999         | Cazaquistão          | Astana City                |
| Paul Daumont           | 01/09/1999         | Burquina Fasso       | AS Bessel                  |
| Água Marina Espínola   | 31/03/1996         | Portugal             | Centro mundial de ciclismo |
| Eyeru Gebru            | 10/12/1996         | Etiópia              | Centro mundial de ciclismo |
| Lisa Groothuesheidkamp | 15/07/1996         | Curaçau              | Mexx-Watersley             |
| De ošano Kalaba        | 25/05/1996         | Sérvia               | Ferei Pro Cycling Team     |
| Desiet Kidane          | 10/10/2000         | Eritreia             | Centro mundial de ciclismo |
| Henok Mulubrhan        | 11/11/1999         | Eritreia             | Centro mundial de ciclismo |
| Jakub Murias           | 20/03/1998         | Polónia              | TC Chrobry Scott Głogów    |
| Nguyễn Thị Thật        | 06/03/1993         | Vietname             | Lotto-Soudal Ladies        |
| Paula Patiño           | 29/03/1997         | Colômbia             | Movistar                   |
| Barnabás Peák          | 29/11/1998         | Hungria              | SEG Racing Academy         |
| Faina Potapova         | 12/09/1996         | Cazaquistão          | Astana Women's             |
| Sergey Shatovkin       | 03/02/1997         | Cazaquistão          | Centro mundial de ciclismo |
| Phetdarin Somrat       | 06/06/1995         | Tailândia            |                            |
| Catalina Soto          | 08/04/2001         | Chile                |                            |
| Veljko Stojnić         | 04/02/1999         | Sérvia               | Team Franco Ballerini      |
| Fernanda Yapura        | 06/05/1998         | Argentina            | Centro mundial de ciclismo |